# Canton de Castelginest
Le canton de Castelginest est une circonscription électorale française du département de la Haute-Garonne créée par le décret du 13 février 2014 et entrée en vigueur lors des élections départementales de 2015.

## Histoire
Un nouveau découpage territorial de la Haute-Garonne entre en vigueur à l'occasion des élections départementales de mars 2015, défini par le décret du 13 février 2014, en application des lois du 17 mai 2013 (loi organique 2013-402 et loi 2013-403). Les conseillers départementaux sont, à compter de ces élections, élus au scrutin majoritaire binominal mixte. Les électeurs de chaque canton élisent au Conseil départemental, nouvelle appellation du Conseil général, deux membres de sexe différent, qui se présentent en binôme de candidats. Les conseillers départementaux sont élus pour 6 ans au scrutin binominal majoritaire à deux tours, l'accès au second tour nécessitant 12,5 % des inscrits au 1er tour. En outre la totalité des conseillers départementaux est renouvelée. Ce nouveau mode de scrutin nécessite un redécoupage des cantons dont le nombre est divisé par deux avec arrondi à l'unité impaire supérieure si ce nombre n'est pas entier impair, assorti de conditions de seuils minimaux. Dans la Haute-Garonne, le nombre de cantons passe ainsi de 53 à 27.
Le canton de Castelginest est formé de communes des anciens cantons de Toulouse-14 (6 communes) et de Fronton (4 communes). Le canton est entièrement inclus dans l'arrondissement de Toulouse. Le bureau centralisateur est situé à Castelginest.

## Représentation
| Période élective | Période élective | Mandat | Mandat   | Identité             | Nuance | Nuance | Qualité |
| ---------------- | ---------------- | ------ | -------- | -------------------- | ------ | ------ | --- |
| 2015             | 2021             | 2015   | 2021     | Victor Denouvion     |        | PS     | Étudiant en droit puis fonctionnaire territorial Conseiller municipal de Saint-Jory Vice-Président du Service Départemental d'Incendie et de Secours de la Haute-Garonne |
| 2015             | 2021             | 2015   | 2021     | Sandrine Floureusses |        | PS     | Fonctionnaire territoriale Ancienne conseillère générale du canton de Toulouse-14 Vice-Présidente chargée de l'Emploi et de la Diversification Economique                |
| 2021             | 2028             | 2021   | en cours | Victor Denouvion     |        | PS     | Fonctionnaire territorial Conseiller municipal (2021-2023) puis Maire (depuis 2023) de Saint-Jory Président du SMO Haute-Garonne Numérique                               |
| 2021             | 2028             | 2021   | en cours | Sandrine Floureusses |        | PS     | Conseillère sortante Vice-présidente chargée du Dialogue citoyen, des Egalités et de la Jeunesse                                                                         |

### Résultats détaillés

#### Élections de mars 2015
À l'issue du 1er tour des élections départementales de 2015, trois binômes sont en ballottage : Victor Denouvion et Sandrine Floureusses (PS, 32,93 %), Claudine Machado et Philippe Plantade (DVD, 28,6 %) et Lydia Aïello et Guillaume Vives (FN, 26,81 %). Le taux de participation est de 52,23 % (19 212 votants sur 36 785 inscrits) contre 52,11 % au niveau départemental et 50,17 % au niveau national.
Au second tour, Victor Denouvion et Sandrine Floureusses (PS) sont élus avec 42,72 % des suffrages exprimés et un taux de participation de 53,25 % (8 044 voix pour 19 594 votants et 36 797 inscrits).

#### Élections de juin 2021
Le premier tour des élections départementales de 2021 est marqué par un très faible taux de participation (33,26 % au niveau national). Dans le canton de Castelginest, ce taux de participation est de 33,35 % (13 129 votants sur 39 366 inscrits) contre 36,67 % au niveau départemental. À l'issue de ce premier tour, deux binômes sont en ballottage : Victor Denouvion et Sandrine Floureusses (Union à gauche, 45,36 %) et Romain Carrière et Marie-Pierre Vaysse (RN, 24,6 %).
Le second tour des élections est marqué une nouvelle fois par une abstention massive équivalente au premier tour. Les taux de participation sont de 34,36 % au niveau national, 36,26 % dans le département et 33,77 % dans le canton de Castelginest. Victor Denouvion et Sandrine Floureusses (Union à gauche) sont élus avec 69,26 % des suffrages exprimés (8 673 voix pour 13 300 votants et 39 382 inscrits),,.

## Composition
Le canton de Castelginest comprend dix communes entières.
| Nom                                  | Code Insee | Intercommunalité   | Superficie (km2) | Population (dernière pop. légale) | Densité (hab./km2) | Modifier                                    |
| ------------------------------------ | ---------- | ------------------ | ---------------- | --------------------------------- | ------------------ | ------------------------------------------- |
| Castelginest (bureau centralisateur) | 31116      | Toulouse Métropole | 8,11             | 11 033 (2022)                     | 1 360              | modifier les données · modifier les données |
| Aucamville                           | 31022      | Toulouse Métropole | 3,96             | 9 578 (2022)                      | 2 419              | modifier les données · modifier les données |
| Bruguières                           | 31091      | Toulouse Métropole | 9,03             | 5 908 (2022)                      | 654                | modifier les données · modifier les données |
| Fenouillet                           | 31182      | Toulouse Métropole | 9,51             | 5 727 (2022)                      | 602                | modifier les données · modifier les données |
| Fonbeauzard                          | 31186      | Toulouse Métropole | 1,32             | 3 086 (2022)                      | 2 338              | modifier les données · modifier les données |
| Gagnac-sur-Garonne                   | 31205      | Toulouse Métropole | 4,34             | 3 223 (2022)                      | 743                | modifier les données · modifier les données |
| Gratentour                           | 31230      | Toulouse Métropole | 4,09             | 4 926 (2022)                      | 1 204              | modifier les données · modifier les données |
| Lespinasse                           | 31293      | Toulouse Métropole | 4,24             | 3 032 (2022)                      | 715                | modifier les données · modifier les données |
| Saint-Alban                          | 31467      | Toulouse Métropole | 4,26             | 6 447 (2022)                      | 1 513              | modifier les données · modifier les données |
| Saint-Jory                           | 31490      | Toulouse Métropole | 19,10            | 7 996 (2022)                      | 419                | modifier les données · modifier les données |
| Canton de Castelginest               | 3105       |                    | 67,96            | 60 956 (2022)                     | 897                | modifier les données                        |

## Démographie
En 2022, le canton comptait 60 956 habitants, en évolution de +14,01 % par rapport à 2016 (Haute-Garonne : +8,02 %, France hors Mayotte : +2,11 %).
| 2013   | 2018   | 2022   |
| ------ | ------ | ------ |
| 51 553 | 55 830 | 60 956 |